# سیدی جانکو

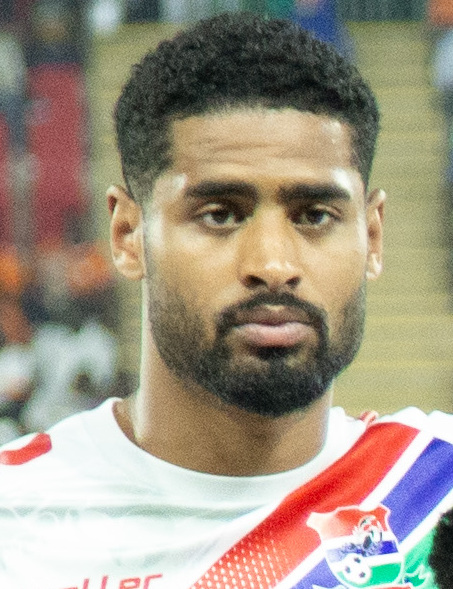
سیدی جانکو در تیم فوتبال گامبیا، جام ملت‌های آفریقا ۲۰۲۳

سَیدی جانکو (به انگلیسی: Saidy Janko) یک بازیکن فوتبال اهل سوئیس است که سابقهٔ بازی برای منچستر یونایتد را در کارنامه دارد.